# Stadtmuseum und Galerie Břeclav

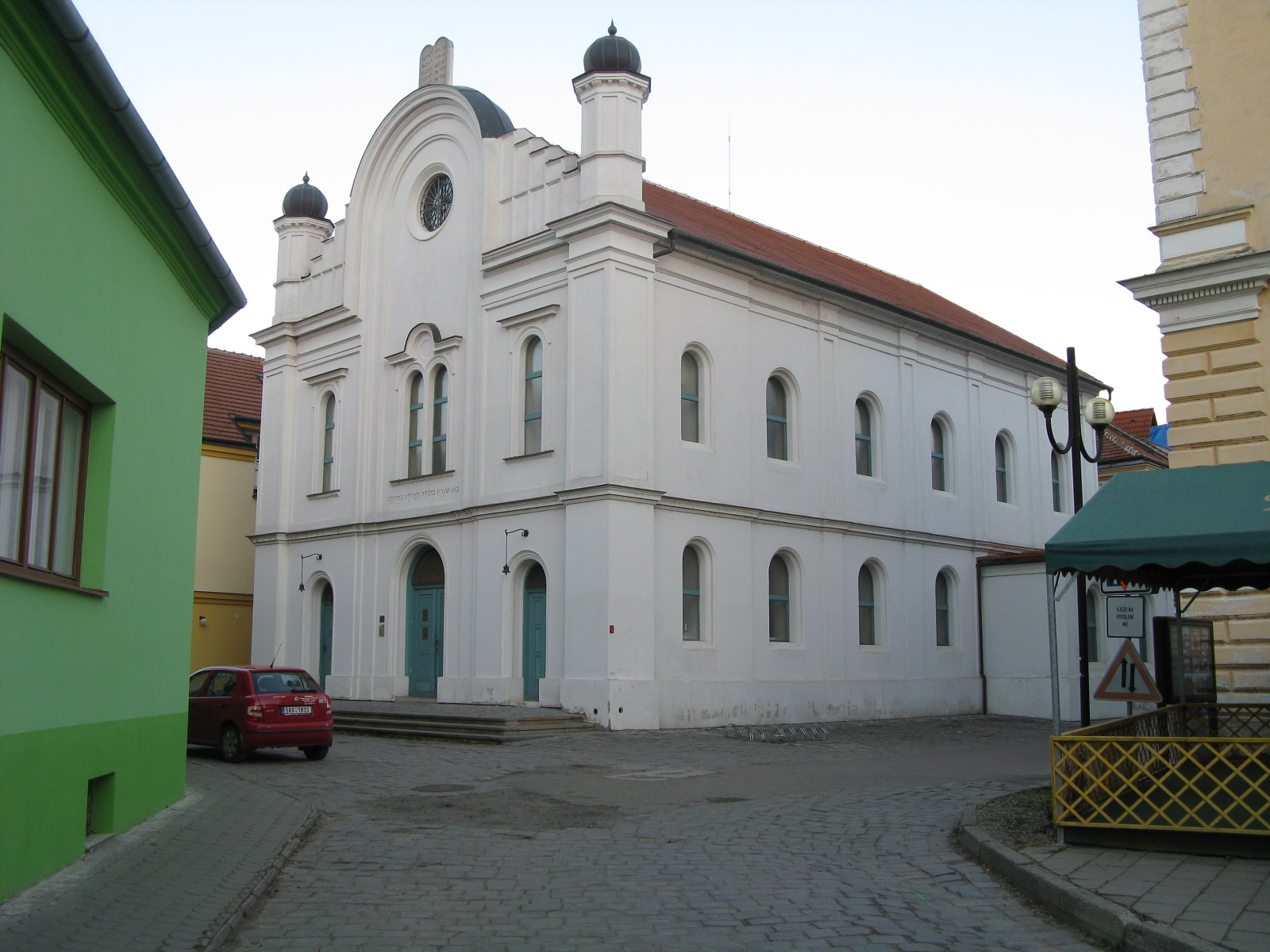
Stadtmuseum Břeclav in der ehemaligen Synagoge

Das Stadtmuseum und die Galerie Břeclav ist ein Museum der Stadt Břeclav (deutsch Lundenburg), welches sich in der profanierten Synagoge befindet. Es zählt zu den bedeutendsten Kulturinstitutionen Südmährens. Zum Museum gehören ein benachbartes modernes Ausstellungsgebäude und das kleine Schlösschen Pohansko unweit der Stadt.

## Geschichte
Die Synagoge wurde im neugotischen Stil 1868 erbaut.  
Seit 1992 befindet sich hier das Museum und die Galerie.

## Ausstellungen
In dem Museumsgebäude finden neben einer Dauerausstellung auch wechselnde Ausstellungen zu Archäologie, Geschichte, Volkskunde, Natur und bildender Kunst statt.

## Internationale Zusammenarbeit
2006 fand hier erstmals die Biennale „Vinspiration Břeclav 2006“ statt. Sie wandte sich an internationale Künstler und wurde von einem Komitee kuratiert, dem u. a. Museumsdirektorin Evženie Klanicová sowie Oskar Brúža, Präsident der Tschechischen Künstlerverbandes, angehörten. Dazu erschien ein mehrsprachiger Katalog.
Seit 2009 gibt es eine Zusammenarbeit zwischen „Stadtmuseum und Galerie Břeclav“ und der Kulturvernetzung Niederösterreich. Erstes Projekt dieser Kooperation war die Veranstaltung eines gemeinsamen tschechisch-österreichischen Symposiums mit dem Titel „Kunstsymposium Breclav 2009“. Dieses Projekt wurde im Rahmen des Programms „Europäische territoriale Zusammenarbeit Österreich-Tschechische Republik 2007 – 2013“ von der Europäischen Union mitfinanziert.